# The Chronological Classics: Duke Ellington and His Orchestra 1927-1928
| Recensione | Giudizio |
| ---------- | -------- |
| AllMusic   | [ 2 ]    |

The Chronological Classics: Duke Ellington and His Orchestra 1927-1928 è una Compilation su CD del caporchestra e pianista jazz Duke Ellington, pubblicato dall'etichetta discografica francese Classics Records nel 1990.

## Tracce

### CD
1. Washington Wobble – 2:51 (Duke Ellington) – Registrato il 6 ottobre 1927 a New York
2. Creole Love Call – 3:11 (Duke Ellington, Bubber Miley, Rudy Jackson) – Registrato il 26 ottobre 1927 a Camden, New Jersey
3. The Blues I Love to Sing – 3:04 (Duke Ellington, Bubber Miley) – Registrato il 26 ottobre 1927 a Camden, New Jersey
4. Black and Tan Fantasie – 3:08 (Duke Ellington, Bubber Miley) – Registrato il 26 ottobre 1927 a Camden, New Jersey
5. Washington Wobble – 2:59 (Duke Ellington) – Registrato il 26 ottobre 1927 a Camden, New Jersey
6. What Can a Poor Fellow Do? – 3:10 (Billy Meyers, Elmer Schoebel) – Registrato il 3 novembre 1927 a New York
7. Black and Tan Fantasie – 3:16 (Duke Ellington, Bubber Miley) – Registrato il 3 novembre 1927 a New York
8. Chicago Stomp Down – 2:45 (Henry Creamer, James P. Johnson) – Registrato il 3 novembre 1927 a New York
9. Harlem River Quiver (Brown Berries) – 2:43 (Dorothy Fields, Dan Healy, Jimmy McHugh) – Registrato il 19 dicembre 1927 a New York
10. East St. Louis Toodle-Oo – 3:30 (Duke Ellington, Bubber Miley) – Registrato il 19 dicembre 1927 a New York
11. Blue Bubbles – 3:09 (Duke Ellington, Bubber Miley) – Registrato il 19 dicembre 1927 a New York
12. Red Hot Band – 2:52 (Dorothy Fields, Dan Healy, Jimmy McHugh) – Registrato il 29 dicembre 1927 a New York
13. Doin' the Frog – 3:15 (Dorothy Fields, Dan Healy, Jimmy McHugh) – Registrato il 29 dicembre 1927 a New York
14. Sweet Mama (Papa's Gettin' Mad) – 2:52 (Duke Ellington) – Registrato il 9 gennaio 1928 a New York
15. Stack O'Lee Blues – 2:50 (Ray Lopez, Lew Colwell) – Registrato il 9 gennaio 1928 a New York
16. Bugle Call Rag – 2:37 (Elmer Schoebel, Billy Meyers) – Registrato il 9 gennaio 1928 a New York
17. Take It Easy – 3:10 (Duke Ellington) – Registrato il 19 gennaio 1928 a New York
18. Jubilee Stomp – 2:43 (Duke Ellington) – Registrato il 19 gennaio 1928 a New York
19. Harlem Twist (East St. Louis Toodle-Oo) (Pubblicato dalla Okeh Records (Okeh 8638) a nome Lonnie Johnson's Harlem Footwarmers sebbene non presente Lonnie Johnson) – 3:14 (Duke Ellington, Bubber Miley) – Registrato il 19 gennaio 1928 a New York
20. East St. Louis Toodle-Oo – 2:52 (Duke Ellington, Bubber Miley) – Registrato nel marzo 1928 a New York
21. Jubilee Stomp – 2:32 (Duke Ellington) – Registrato nel marzo 1928 a New York
22. Take It Easy – 2:36 (Duke Ellington) – Registrato nel marzo 1928 a New York
23. Take It Easy – 2:35 (Duke Ellington) – Registrato il 21 marzo 1928 a New York
24. Jubilee Stomp – 2:42 (Duke Ellington) – Registrato il 21 marzo 1928 a New York

## Musicisti
Washington Wobble

Duke Ellington and His Orchestra
- Duke Ellington - pianoforte, arrangiamento, direttore orchestra
- Bubber Miley - tromba
- Louis Metcalf - tromba
- Joe Tricky Sam Nanton - trombone
- Otto Hardwick - sassofono soprano, sassofono alto, sassofono baritono
- Harry Carney - clarinetto, sassofono alto, sassofono baritono
- Rudy Jackson - clarinetto, sassofono tenore
- Fred Guy - banjo
- Wellman Braud - contrabbasso
- Sonny Greer - batteria

Creole Love Call / The Blues I Love to Sing / Black and Tan Fantasie / Washington Wobble

Duke Ellington and His Orchestra
- Duke Ellington - pianoforte, arrangiamento, direttore orchestra
- Adelaide Hall - voce (brani: Creole Love Call e The Blues I Love to Sing)
- Bubber Miley - tromba
- Louis Metcalf - tromba
- Joe Tricky Sam Nanton - trombone
- Otto Hardwick - sassofono soprano, sassofono alto, sassofono baritono
- Harry Carney - clarinetto, sassofono alto, sassofono baritono
- Rudy Jackson - clarinetto, sassofono tenore
- Fred Guy - banjo
- Wellman Braud - contrabbasso
- Sonny Greer - batteria

What Can a Poor Fellow Do? / Black and Tan Fantasie / Chicago Stomp Down

Duke Ellington and His Orchestra
- Duke Ellington - pianoforte, arrangiamento, direttore orchestra
- Adelaide Hall - voce (brano: Chicago Stomp Down)
- Jabbo Smith - tromba
- Louis Metcalf - tromba
- Joe Tricky Sam Nanton - trombone
- Otto Hardwick - sassofono soprano, sassofono alto, sassofono baritono
- Harry Carney - clarinetto, sassofono alto, sassofono baritono
- Rudy Jackson - clarinetto, sassofono tenore
- Fred Guy - banjo
- Wellman Braud - contrabbasso
- Sonny Greer - batteria

Harlem River Quiver (Brown Berries) / East St. Louis Toodle-Oo / Blue Bubbles

Duke Ellington and His Orchestra
- Duke Ellington - pianoforte, arrangiamento, direttore orchestra
- Bubber Miley - tromba
- Louis Metcalf - tromba
- Joe Tricky Sam Nanton - trombone
- Otto Hardwick - sassofono soprano, sassofono alto, sassofono baritono
- Harry Carney - clarinetto, sassofono alto, sassofono baritono, sassofono soprano
- Rudy Jackson - clarinetto, sassofono tenore
- Fred Guy - banjo
- Wellman Braud - contrabbasso
- Sonny Greer - batteria

Red Hot Band / Doin' the Frog

Duke Ellington and His Cotton Club Orchestra
- Duke Ellington - pianoforte, arrangiamento, direttore orchestra
- Louis Metcalf - tromba
- Bubber Miley - tromba
- Joe Tricky Sam Nanton - trombone
- Otto Hardwick - sassofono alto, clarinetto, sassofono soprano, sassofono baritono
- Otto Hardwick - sassofono basso (brano: Doin' the Frog)
- Harry Carney - clarinetto, sassofono alto, sassofono baritono, sassofono soprano
- Rudy Jackson - clarinetto, sassofono tenore
- Fred Guy - banjo
- Wellman Braud - contrabbasso
- Sonny Greer - batteria

Sweet Mama (Papa's Gettin' Mad) / Stack O'Lee Blues / Bugle Call Rag

The Washingtonians
- Duke Ellington - pianoforte, arrangiamento, direttore orchestra
- Louis Metcalf - tromba
- Bubber Miley - tromba
- Joe Tricky Sam Nanton - trombone
- Otto Hardwick - sassofono alto, clarinetto, sassofono soprano, sassofono baritono, sassofono basso
- Harry Carney - clarinetto, sassofono alto, sassofono baritono, sassofono soprano
- Barney Bigard - clarinetto, sassofono tenore
- Fred Guy - banjo
- Wellman Braud - contrabbasso
- Sonny Greer - batteria

Take It Easy / Jubilee Stomp / Harlem Twist (East St. Louis Toodle-Oo)

Duke Ellington and His Orchestra
- Duke Ellington - pianoforte, arrangiamento, direttore orchestra
- Louis Metcalf - tromba
- Bubber Miley - tromba
- Joe Tricky Sam Nanton - trombone
- Otto Hardwick - sassofono alto, clarinetto, sassofono soprano, sassofono baritono, sassofono basso
- Harry Carney - clarinetto, sassofono alto, sassofono baritono, sassofono soprano
- Barney Bigard - clarinetto, sassofono tenore
- Fred Guy - banjo
- Wellman Braud - contrabbasso
- Sonny Greer - batteria

East St. Louis Toodle-Oo / Jubilee Stomp / Take It Easy

The Washingtonians
- Duke Ellington - pianoforte, arrangiamento, direttore orchestra
- Louis Metcalf - tromba
- Bubber Miley - tromba
- Joe Tricky Sam Nanton - trombone
- Otto Hardwick - sassofono alto, clarinetto, sassofono soprano, sassofono baritono, sassofono basso
- Harry Carney - clarinetto, sassofono alto, sassofono baritono
- Barney Bigard - clarinetto, sassofono tenore
- Fred Guy - banjo
- Wellman Braud - contrabbasso
- Sonny Greer - batteria

Take It Easy / Jubilee Stomp

The Washingtonians
- Duke Ellington - pianoforte, arrangiamento, direttore orchestra
- Louis Metcalf - tromba
- Arthur Whetsel - tromba
- Joe Tricky Sam Nanton - trombone
- Otto Hardwick - sassofono alto, clarinetto, sassofono soprano, sassofono baritono, sassofono basso
- Harry Carney - clarinetto, sassofono alto, sassofono baritono
- Barney Bigard - clarinetto, sassofono tenore
- Fred Guy - banjo
- Wellman Braud - contrabbasso
- Sonny Greer - batteria[3]